# Trox villosus
Trox villosus är en skalbaggsart som beskrevs av Haaf 1954. Trox villosus ingår i släktet Trox och familjen knotbaggar. Inga underarter finns listade i Catalogue of Life.